# Direction générale des services correctionnels du Québec
Pour les articles homonymes, voir DGSC.
La Direction générale des services correctionnels est un organisme du ministère de la Sécurité publique du Québec.Il est l'équivalent pour cette province du Canada de la direction de l'Administration pénitentiaire en France. La DGSC est également distincte du Service correctionnel du Canada, compétent pour les pénitenciers fédéraux canadiens. 

## Missions
La DGSC a pour fonctions de :
- d'éclairer les intervenants judiciaires sur tous les aspects devant permettre l'imposition des mesures appropriées aux personnes reconnues coupables d'un crime ;
- d'administrer les décisions du tribunal et les demandes des autres intervenants judiciaires en favorisant, chez les personnes qui lui sont confiées, la prise en charge de leurs responsabilités, et ce dans le respect de leurs droits ;
- et de travailler activement à la réinsertion sociale des personnes contrevenantes.

## Établissements pénitentiaires gérés par la DGSC
Rattachée au ministère de la Sécurité publique du Québec, la DGSC assure la gestion des prisons provinciales du Québec. Cette direction administre ainsi :
- 18 établissements de détention ;
- 18 directions des services professionnels correctionnels (services de probation) qui s'appuient sur un réseau de bureaux sur le territoire.

Les pénitenciers fédéraux canadiens situés au Québec ne sont pas gérés par la DGSC car ils relèvent directement du gouvernement fédéral du Canada, plus particulièrement par le Service correctionnel du Canada.

## Sources
Cette notice a pour origine le site internet de la DGSC.